# تايلر ووكر
تايلر ووكر (بالإنجليزية: Tyler Walker)‏ (17 نوفمبر 1996 بنوتنغهام في المملكة المتحدة - ) هو لاعب كرة قدم بريطاني في مركز الهجوم. شارك مع منتخب إنجلترا تحت 20 سنة لكرة القدم. أما مع النوادي، فقد لعب مع نادي بيرتن ألبيون ونوتينغهام فورست.

## وصلات خارجية
- تايلر ووكر على موقع قاعدة بيانات كرة القدم.إي يو (الإنجليزية)
- تايلر ووكر على موقع Soccerbase.com (لاعب) (الإنجليزية)
- تايلر ووكر على موقع Soccerway.com (الإنجليزية)
- تايلر ووكر على موقع عالم كرة القدم.نت (الإنجليزية)